# On the 6
Az On the 6 Jennifer Lopez debütáló albuma, amely 1999. június 1-én jelent meg és rögtön a Billboard 200-as lista első 10 helyezettje közé került.
A cím a Manhattant és Bronxot összekötő 6-os metróról lett elnevezve, mivel Jennifer ezzel a szerelvénnyel járt fiatalabb korában tánciskolába.) Az első kislemez az If You Had My Love a Billboard Hot 100-en első lett. A Waiting For Tonight szintén a top 10-be került be. Az albumon szerepelt egy spanyol nyelvű duett Marc Anthony-val is a No Me Ames. Annak ellenére, hogy a dalt hivatalosan nem adták ki, a szám a U.S. Top Latin Songs listán első helyezést ért el. A harmadik kislemezben a Feelin’ So Goodban Big Pun és Fat Joe működött közre, azonban a dal csak mérsékelt sikert aratott. Az utolsó kislemezt a Let's Get Loudot Grammy-díjra jelölték 2001-ben a Legjobb dance felvétel kategóriában. A Waiting for Tonightot az előző évben jelölték ugyanebben a kategóriában. A No Me Ames is begyűjtött két Latin Grammy-jelölést 2000-ben a Legjobb pop vokális előadás duó vagy csapat által és a Legjobb videóklip kategóriákban.
Az albumból 10 milliót adtak el világszerte, és ezzel Jennifer világsztár lett.

## Az album dalai
1. "If You Had My Love" (Jerkins, Jerkins III, Daniels, Cory Rooney) – 4:25
2. "Should've Never" (Rooney, Lopez, Barnes, Olivier, Baliardo, Reyes) – 6:14
3. "Too Late" (Rooney, Lopez, West) – 4:27
4. "Feelin’ So Good" (featuring Big Pun and Fat Joe) (Rooney, Lopez, Rios, Cartagena,  Combs, Standard, Logios) – 5:27
5. "Let's Get Loud" (Estefan, Santander) – 3:59
6. "Could This Be Love" (Dermer) – 4:26
7. "No Me Ames" (Tropical Remix with Marc Anthony) (Giancarlo Bigazzi, Marco Falagiani, Ignacio Ballesteros, Aleandro Baldi) – 5:03
8. "Waiting for Tonight" (Maria Christensen, Michael Garvin, Phil Temple) – 4:06
9. "Open Off My Love" (Darrell Branch, Kyra Lawrence, Lance Rivera) – 4:35
10. "Promise Me You'll Try" (Peter Zizzo) – 3:52
11. "It's Not That Serious" (R. Jerkins, F. Jerkins, Rooney, Lopez, Loren Dawson) – 4:17
12. "Talk About Us" (Rooney) – 4:35
13. "No Me Ames" (Ballad Version with Marc Anthony) – 4:38
14. "Una Noche Más" (Christensen, Garvin, Temple, Manny Benito) – 4:05